# 酒田花火ショー
酒田の花火。旧名(酒田花火ショー)は、山形県酒田市で毎年8月第1土曜日に行われている花火大会である。(2023年は日本で唯一の全国二尺玉競技大会として開催。)※2025.2026年は、2024年の豪雨被害により同大会が中止となった為、豪雨の確率が比較的少ない9月第2土曜日に開催予定。

## 概要
1929年、酒田港が第2種重要港湾となったことを記念して打ち上げ花火を行ったのが、この花火大会の原点とされている。2003年から酒田市を流れる最上川の下流を舞台に、12000発もの花火を打ち上げている。
2020年と2021年は新型コロナウィルスの影響により開催中止となり、2022年はコロナ感染拡大防止の観点から、全席有料指定席のチケット制（一部酒田市在住・在勤・在学者対象の無料招待席400マス=1マス4人であるので1600人までを設置）として3年ぶりに通常開催を目指していた。特に2023年から「2尺玉花火競技会」をこの花火ショーのメインイベントとして開催することから、そのプレイベントと位置づけ「始動。－2尺玉花火の熱き競演－」をテーマに2尺玉14発も打ち上げることが決まっていた。
しかし、開催直前の8月3日深夜～8月4日早朝にかけての豪雨により、最上川の下流が一時水没し、天候は回復したものの、地盤がぬかるんでおり、かつ土砂の堆積により不衛生な環境であることから、基から開催を予定していた8月6日、並びに雨天順延日の8月7日までに改善する見通しが立たないとして、予備日を含め8月の開催は中止（再延期日未定のためチケットは一度全額払い戻し）となった 。
2023年は2尺玉花火競技会を織り込んで開催したが、当初チケットの売上や協賛金など1億2000万円の収入を見込んだが、駐車場の確保が困難になるなどして1900万円の赤字となった。その分は市が補填。この反省から2024年は2尺玉の競技会形式をやめて、2019年以前のショー形式の大会に戻すことを決めた。
しかし、7月に起きた秋田・山形豪雨により、会場が再び水没し、会場設営に支障をきたしたほか、衛生面の問題、観光遊覧船の流着などから「打ち上げ当日までに観覧者の安全を確保しつつ会場を整備することが困難」になったとして、8月の開催そのものを断念することになった。
なお、花火ショーの前日には、前夜祭として「酒田港まつり・甚句流し」を開催していたが、2024年からは花火ショーの翌週末に移して、「さかた夏の縁日まつり」として開催、2024年はこの秋田・山形水害被災地復興と被災者支援の募金を設置した。